# Juan Martín de Goicoechea y Galarza
Juan Martín de Goicoechea y Galarza Ziordia (ur. 1 listopada 1732 w Bakaiku, zm. 4 kwietnia 1806 w Saragossie) – hiszpański kupiec pochodzący z Nawarry, działający w Saragossie.

## Życiorys
Pochodził z Nawarry, z wioski Bakaiku w dolinie Burunda, ale w młodym wieku przeprowadził się do Saragossy. Zamieszkał u swojego zamożnego wuja Lucasa de Goicoechea, który zadbał o jego europejskie wykształcenie. Studiował handel w Lyonie, gdzie zawarł pierwsze znajomości z kupcami z Francji, Anglii, Włoch i Holandii. W Saragossie założył przędzalnię wełny i jedwabiu; był znawcą produkowanych z nich tkanin. Miał także wiedzę na temat metali przemysłowych, win i olejów. 21 listopada 1762 ożenił się ze swoją kuzynką Maríą Manuelą, córką jego wuja Lucasa. Po śmierci starszego brata Marii Manuelii w 1768 stał się spadkobiercą fortuny wuja-teścia.
Był człowiekiem oświecenia o liberalnych poglądach. Był jednym z założycieli Królewskiego Aragońskiego Towarzystwa Ekonomicznego Przyjaciół Kraju, skarbnikiem przedsiębiorstwa Kanału Aragońskiego i udziałowcem Banku San Carlos w Saragossie. W latach 70. XVIII wieku znacznie powiększył swoją fortunę, stając się najważniejszą postacią w handlu i finansach w Saragossie. W 1788 za swoje zasługi dla handlu, bankowości i sztuki otrzymał krzyż Orderu Karola III.
Jako człowiek oświecenia posiadał kolekcję sztuki i pokaźną bibliotekę. Sponsorował szkołę rysunku, która działała w Saragossie w latach 1784–1792, aż do powstania Akademii Sztuk Pięknych św. Łukasza. Był pierwszym protektorem malarza Francisca Goi w czasie, gdy malarz dopiero zaczynał karierę zawodową. W jego zbiorach znajdowały się wczesne dzieła Goi takie jak własny portret, Święty Krzysztof, Święta Rodzina ze świętym Józefem i świętą Anną, Objawienie Matki Bożej z Pilar świętemu Jakubowi, Chrzest Jezusa w Jordanie i szkic do fresku Anioły adorujące Imię Boże z Bazyliki Nuestra Señora del Pilar w Saragossie.